# Panamericana – Traumstraße der Welt
Panamericana – Traumstraße der Welt ist ein ursprünglich zweiteiliger, deutscher Dokumentarfilm über die Panamericana. Regie führte Expeditionsleiter Hans Domnick, der auch die Bildführung und den Schnitt übernahm.

## Handlung
Die ersten knapp sechseinhalb Minuten gibt Richard Münch als Off-Sprecher, mit der graphischen Darstellung von Nord-, Mittel- und Südamerika als optischen Hintergrund, eine völkerkundliche Einführung zur Besiedlung des amerikanischen Doppelkontinents, die mit der Darlegung der Streckenführung der Panamericana endet.

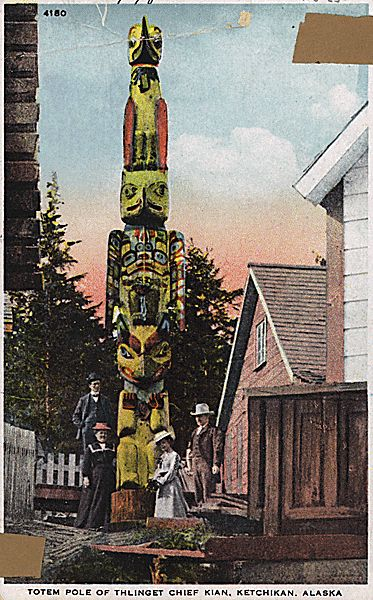
Ausgangsstation Alaska: Totempfahl der Tlingit

Die Handlung beginnt mit Flugbildern über die schnee- und eisbedeckten Gipfel im Süden Alaskas, der Ausgangsstation der „Traumstraße der Welt“, die hier noch Pan-American Highway heißt. Es folgen Bilder von Grizzlybären beim Lachsfischen, von Totempfählen und anderen Zeugnissen indianischer Kultur in Alaska, sowie von Goldwäschern bei der Arbeit. Impressionen von der Straße im nördlichsten Landesteil der USA wie auch von Fairbanks folgen. Die folgenden Aufnahmen gehen der indianischen Kultur in Kanada nach, zeigen aber auch neuzeitliche Unterhaltungs-Errungenschaften wie beispielsweise Rodeoshows. Impressionen aus dem Yellowstone National Park mit seinen dampfenden Quellen und wasserspeienden Geysiren folgen. Nach dem Passieren mehrerer Großstädte wird dem Bryce Canyon mit seinen ungewöhnlichen Gesteinsformen sowie dem Grand Canyon und dem aus zahlreichen Filmwestern der 1940er und 1950er Jahre bekannten Monument Valley Besuche abgestattet.

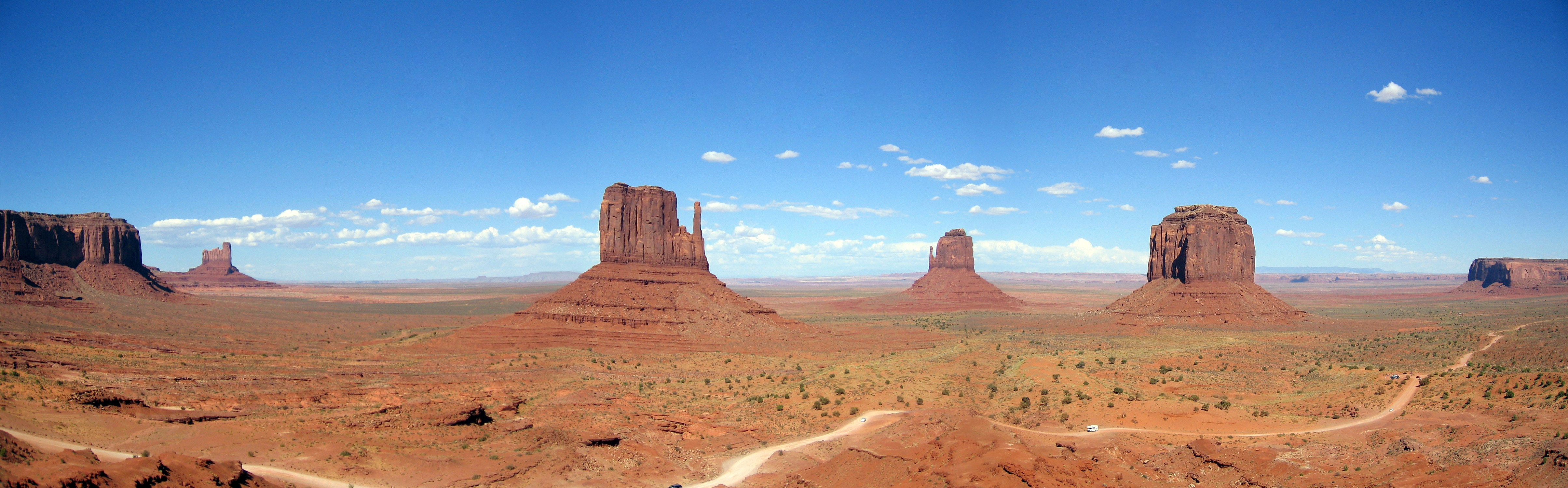
Monument Valley mit Sentinel Mesa, West Mitten Butte, East Mitten Butte und Merrick Butte

Der Verlauf der Straße durchquert nun Mexiko in seiner gesamten Nord-Süd-Ausrichtung. Hier umsäumen üppig wuchernde Agavenbepflanzungen und Palmen die Panamericana. Impressionen von der Landbevölkerung folgen. Auch der Hauptstadt Mexiko-Stadt wird ein Besuch abgestattet. Dann aber führt Domnicks Reisereportage in die antike Tempelanlage von Teotihuacán, wo er den Spuren der von den spanischen Conquistadores vernichteten Kultur der mexikanischen Urvölker nachspürt. Es folgen weitere Impressionen von indianischen Tempelanlagen der Maya, darunter auch Chichén Itzá. Der filmische Mexiko-Abschnitt wird mit bunten Folklore-Tänzen abgeschlossen.
Die nächste Station ist der Panama-Kanal, dann setzt der Film seine Reportage im Norden Südamerikas fort. Es gibt Luftaufnahmen vom Orinoco und von der Gran Sabana in Venezuela. Die venezolanische Episode wird mit Aufnahmen der Straßenschluchten von Caracas abgeschlossen. Dann führt die Straße durch die Kordilleren mit ihrer subtropischen Bepflanzung links und rechts der Fahrbahn und ihren Kaffeepflückern, Bananenstauden und Orchideen, die den Erdboden bedecken. Schließlich wird der Äquator überquert. Weiter geht’s entlang der Vulkane im Altiplano, durch wüstentrockene Gebiete bis an den Pazifik, wo gewaltige Vogelkolonien einen reizvollen Kontrast bilden.

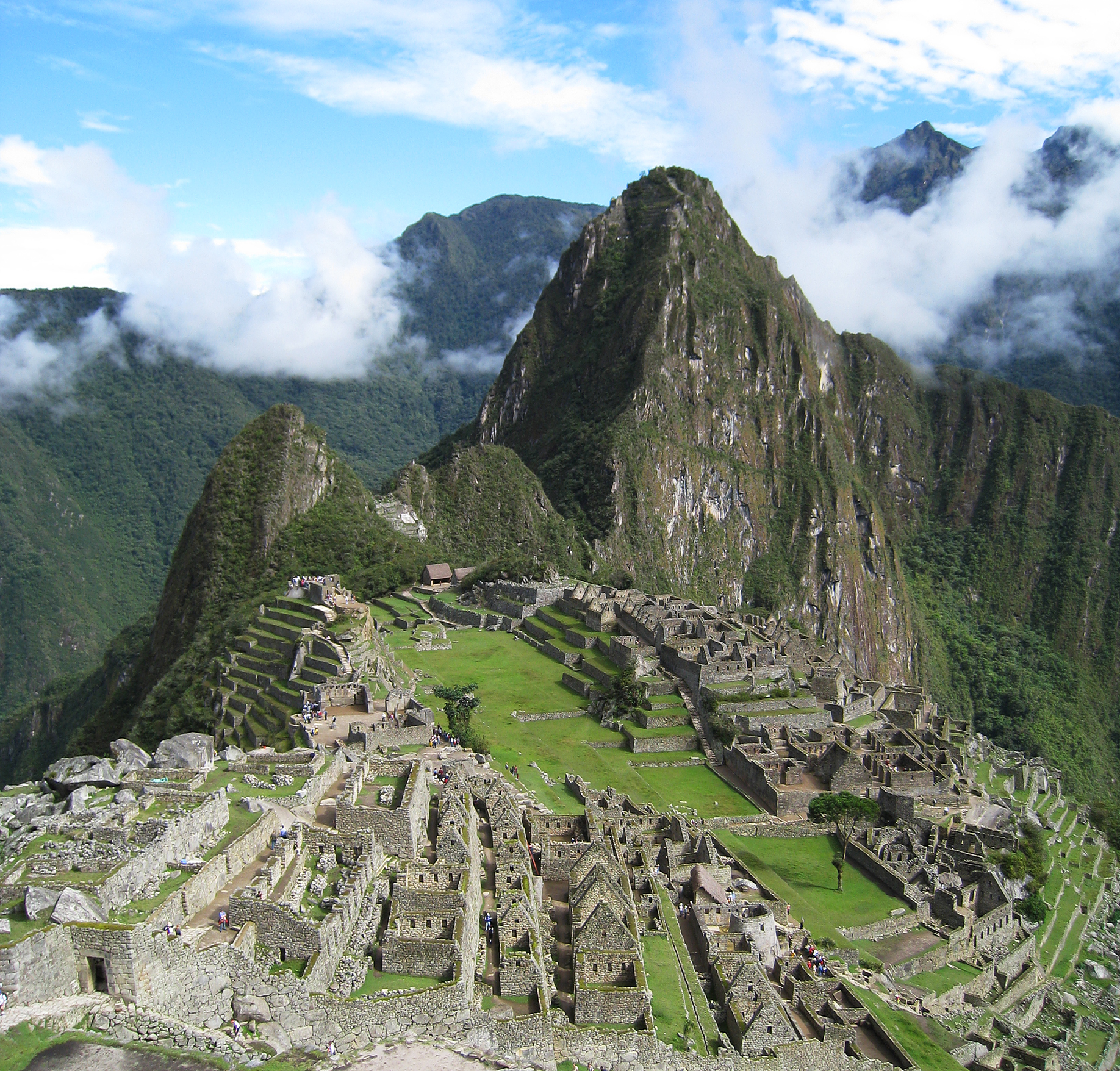
Ruinenstadt Machu Picchu in Peru

Bald wird der Titicacasee erreicht und die Bräuche der dort ansässigen Indios sowie ein großes Fest, dessen Tradition bis zu den Inka-Kaisern zurückreicht, gefilmt. Ein weiterer Höhepunkt des Films ist in Peru die alte Inka-Stadt Cuzco, wo einige Monumente wie die Festung Sacsayhuamán von der Größe der im 16. Jahrhundert untergegangenen Inka-Kultur zeugen. Letzter Rückzugsort vor den spanischen Eroberern wurde den Indios die inmitten der Anden-Einöde hoch auf einem Bergrücken errichtete Stadt Machu Picchu, die bis ins 20. Jahrhundert unentdeckt blieb.

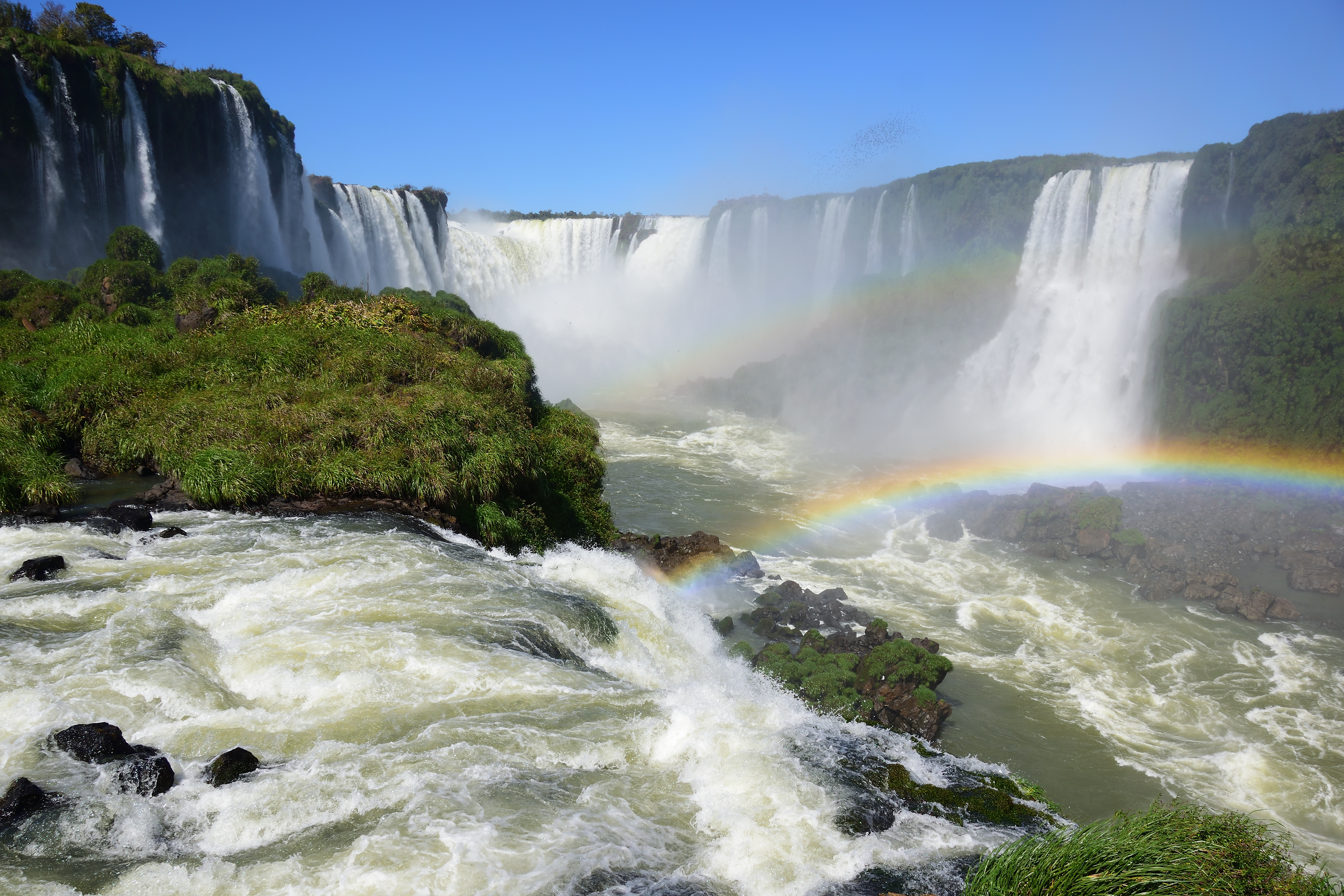
Iguazú-Wasserfälle

Über die Felsschluchten und einer von extremer Trockenheit bestimmten, unwirtlichen Landschaft in Bolivien und einer Stippvisite in La Paz wird schließlich Chile erreicht. Entlang eines endlos langen Küstenabschnitts führt nun die Route gen Süden, bis die ersten Eisschollen auftauchen und treibende Gletscher bizarre Formationen bilden. Nach Aufnahmen von einer Kolonie von sich im Meerwasser des Südpazifik tummelnden Pinguine erfolgt ein radikaler Schnitt auf badende, argentinische Urlauber im atlantischen Seebad Mar del Plata, dessen Wahrzeichen ein gewaltiger Casino-Bau ist. Durch die Pampa erreicht die Panamericana Buenos Aires. Es folgen kurze Impressionen von argentinischen Nationalsportarten wie Polo.
Nächste Reisestation ist die uruguayische Hauptstadt Montevideo. Umsäumt von flachen Palmen führt die Straße jetzt schnurgerade Richtung Norden, nach Brasilien. Entlang eigentümlicher Gesteinsformationen erreicht die Panamericana schließlich Rio de Janeiro. Schließlich führt ein Abstecher tief ins Inland, bis die (damals noch im Bau befindliche) neue Hauptstadt Brasilia erreicht wird. Es folgen Bilder von der modernen Architektur dieser am Reißbrett entstandenen Stadt sowie solche von Paraden und Formationsflügen der brasilianischen Luftwaffe. Mitten durch eine schnurgerade Straße, die den (damals noch unberührten) Urwald des Landes im Süden teilt, werden die Iguazú-Wasserfälle erreicht. Mit Bildern von deren gewaltigen Wassermassen endet der Film.

## Produktionsnotizen
Panamericana – Traumstraße der Welt, auch nur Traumstraße der Welt, entstand wohl 1956/57 als zweiteiliger Film. Der erste Teil wurde am 2. Juli 1958 uraufgeführt, der zweite Teil am 28. September 1962. Beide Teile maßen zusammen drei Stunden Spieldauer. Eine zweistündige, umgeschnittene, einteilige Neufassung kam am 31. Oktober 1968 in die Kinos.
Der bekannte Schauspieler Richard Münch spricht aus dem Off den gesamten Begleittext.

## Auszeichnung
Domnick wurde für den ersten Teil (1958) seiner Dokumentation auf der Berlinale mit dem Silbernen Bär ausgezeichnet und für den Goldenen Bär nominiert.

## Kritiken
„Der unternehmungsfrohe Allein-Filmer Hans Domnick fing eine Fülle brillanter Prospekte im Cinemascope-Format ein, indem er den Highways von den herben Schönheiten Alaskas durch die popularischen Lustbarkeiten der US-Weststaaten bis zu den Tempelruinen Mexikos folgte. Während ein sachlicher Text in Domnicks erstem Reisebericht ‚Der goldene Garten‘ noch geschickt zu informieren wußte, trüben diesmal geschwätzige Kommentare und banal lärmende Orchesterklänge den heiteren Eindruck, was der Filmbewertungsstelle jedoch nicht einschneidend genug erschien, der Arbeit das Prädikat ‚besonders wertvoll‘ vorzuenthalten.“

„Die Menschen, die an dieser Straße wohnen, kommen in diesem Breitwand-Reisebericht nur als Fremdenverkehrsbetreuer für eilige Autofahrer vor. Der Text des Sprechers, der mit pathetischen Worten nur so um sich wirft, glaubt, da es sich um Amerika handelt, mit Superlativen nicht sparen zu dürfen. Auch die Musik erschlägt die oft starken Bilder mit bombastischen Effekten, mit Engelchören und Orgeltönen.“

Paimann’s Filmlisten resümierte: „Eine, wieder blendend (panor.) farbphotographierte zweite Folge, die trotz Kontrastierung von Einsamkeit und Betrieb voll Poesie und Stimmung ist, das Niveau hält und … über Kulturfilm-Publikum hinaus bemerkenswert beeindrucken wird.“

„Dokumentation, die die Attraktionen der Neuen Welt zwischen Alaska und Feuerland als farbenprächtiges Touristenbilderbuch vorführt.“

In Kay Wenigers Das große Personenlexikon des Films ist in Hans Domnicks Biografie Folgendes zu lesen: „Berühmt machte Hans Domnick die zweiteilige Dokumentation über die Panamericana ‚Traumstraße der Welt‘, einen der meist beachteten Reisefilme des frühen Nachkriegsdeutschlands.“